# Alvin (Teksas)
Alvin – miasto w Stanach Zjednoczonych, w stanie Teksas, w hrabstwie Brazoria.

## Demografia
Według przeprowadzonego przez United States Census Bureau spisu powszechnego w 2010 miasto liczyło 24 236 mieszkańców, co oznacza wzrost o 13,2% w porównaniu do roku 2000. Natomiast skład etniczny w mieście wyglądał następująco: Biali 79,4%, Afroamerykanie 3,1%, Azjaci 0,9%, pozostali 16,6%.